# تائوتائو (پاندا)
تائوتائو (چینی: 涛涛؛ ۱۹۷۲ – ۲ آوریل ۲۰۰۸) پیرترین پاندای چین بود و در زمان مرگش ۳۶ سال داشت.
تائوتائو در طبیعت استان گانسو متولد شد و در اکتبر ۱۹۹۴ به باغ‌وحش جینان در استان شاندونگ آورده شد.
تائوتائو به عنوان یکی از جاذبه‌های ستاره باغ‌وحش جینان شناخته شده بود و از سال ۱۹۹۴ تا ۲۰۰۸ میلیون‌ها بازدیدکننده آن را مشاهده می‌کردند. طبق گزارش‌ها، باغ‌وحش جینان عنوان سفیر جانورشناسی را به تائوتائو اعطا کرده است.
تائوتائو بر اثر ترومب و خونریزی مغزی در ۲ آوریل ۲۰۰۸ در باغ‌وحش جینان درگذشت. از زمانی که بیماری او در فوریه ۲۰۰۸ کشف شد، سلامتی او رو به افول بود. تائوتائو بسیار فراتر از امید به زندگی یک پاندای معمولی زندگی کرد. پانداها معمولاً تا سن ۲۵ سالگی زندگی می‌کند. طبق گزارش‌ها، بقایای تائوتائو به استان گانسو بازگردانده شد.